# Palladiusz (biskup irlandzki)
Palladiusz (zm. ok. 457–461) – pierwszy biskup chrześcijański w Irlandii, poprzednik świętego Patryka, apostoł wśród Szkotów (Scotorum Apostolus), święty kościoła katolickiego.
Pochodził z Brytanii lub okolic Auxerre (Francja). Jako biskup misyjny do Irlandii został wysłany przez papieża Celestyna I. Swoją misję rozpoczął w roku 431 na terenach dzisiejszego hrabstwa Wicklow, gdzie spędził większość czasu będąc na wyspie.
Jego wspomnienie liturgiczne obchodzone jest 6 lub 7 lipca.